# 옥천로 (고성군)
옥천로(Okcheon-ro)는 경상남도 고성군 마암면 화산사거리 에서 영오면 영오사거리를 잇는 경상남도의 도로이다.

## 주요 경유지
경상남도
- 고성군 (마암면 . 개천면 . 영오면)

## 노선
| 이름          | 접속 노선                        | 소재지        | 소재지        | 비고          |
| 문산로와 직결 | 문산로와 직결                    | 문산로와 직결 | 문산로와 직결 | 문산로와 직결 |
| ------------- | -------------------------------- | ------------- | ------------- | ------------- |
| 영오사거리    | 국가지원지방도 제30호선 (영회로) | 고성군        | 영오면        |               |
| 북평2교       |                                  | 고성군        | 개천면        |               |
| 북평교        |                                  | 고성군        | 개천면        |               |
| 원동교        |                                  | 고성군        | 개천면        |               |
| 배치고개      |                                  | 고성군        | 개천면        |               |
|               | 마암면                           | 고성군        |               |               |
| 석마교        |                                  | 고성군        |               |               |
| 서장교        |                                  | 고성군        |               |               |
| 화산사거리    | 남해안대로                       | 고성군        |               |               |

## 주요 시설및 건물
- 마암면행정복지센터 (옥천로 237/도전리 670-8)
- 마암초등학교 (옥천로 254/도전리 492)
- 고성마암우체국 (옥천로 251/도전리 670-16)
- 개천초등학교 (옥천로 1268/명성리 632)
- 개천치안센터 (옥천로 1274/명성리 628)
- 개천면행정복지센터 (옥천로 1278/명성리 626-1)
- 농협 동고성농협하나로마트 개천점 (옥천로 1289/명성리 616-3)
- 영천통합보건지소 (옥천로 1472/연당리 964-1)